# 梅川公園
24°10′13″N 120°40′44″E / 24.17028°N 120.67889°E
梅川公園位於梅川沿岸，台中市北區的梅川西路與天津路口，登記編號為東山區十二號兒童遊戲場。開闢於1983年，曾由滾石音響認養維護之。公園面積約500坪，內有兒童遊樂設施以及步道，提供鄰里休憩之場所。
除了梅川公園，梅川沿岸有2公里雙排河岸散步道，附近還有賴明公園。另外太原路還有50米寬的太原綠園道，在這一帶構成天然綠網。